# UFC on ESPN: Dolidze vs. Hernandez
UFC on ESPN: Dolidze vs. Hernandez (também conhecido como UFC on ESPN 72 e UFC Vegas 109) foi um evento de artes marciais mistas produzido pelo Ultimate Fighting Championship que aconteceu em 9 de agosto de 2025, no UFC Apex em Enterprise, Nevada, parte da região de Las Vegas Valley, Estados Unidos.

## Contexto
Uma luta no peso-médio entre Roman Dolidze e o ex-campeão peso-médio do LFA Anthony Hernandez foi a luta principal deste evento. Eles estavam inicialmente agendados para competir no UFC 302 em junho de 2024, mas Hernandez foi forçado a se retirar da luta devido a um ligamento rompido na mão.
Uma luta no peso-galo feminino entre a ex-desafiante ao cinturão peso-galo feminino do UFC Mayra Bueno Silva e Joselyne Edwards era esperada para ocorrer neste evento. No entanto, Bueno Silva se retirou por razões não divulgadas e foi substituída por Priscila Cachoeira.
Os ex-desafiantes ao cinturão peso-mosca do UFC Alex Perez e Steve Erceg estavam agendados para se enfrentar no co-evento principal. No entanto, Perez se retirou em meados de julho por razões não divulgadas e foi substituído pelo vencedor do peso-mosca do Road to UFC Season 1, Park Hyun-sung. Por sua vez, Park foi transferido para o UFC on ESPN: Taira vs. Park uma semana antes, para competir no evento principal, depois que o oponente original, Amir Albazi, teve que se retirar devido a uma lesão, sendo substituído por Ode' Osbourne em uma luta no peso-galo.

## Prêmios de bônus
Os seguintes lutadores receberam bônus de US$ 50.000.
- Luta da Noite: Nenhum bônus concedido
- Performance da Noite: Anthony Hernandez, Christian Leroy Duncan, Elijah Smith e Joselyne Edwards